# Acroneuria frisoni
Acroneuria frisoni is een steenvlieg uit de familie borstelsteenvliegen (Perlidae). De wetenschappelijke naam van de soort is voor het eerst geldig gepubliceerd in 1991 door Stark & Brown.
De soort komt voor in Noord-Amerika.